# Mosteiro de Maulbronn
O Mosteiro de Maulbronn (em alemão:  Kloster Maulbronn) é um dos mosteiros cistercienses medievais em melhor estado de conservação na Europa. Situa-se perto de Maulbronn, Baden-Württemberg, Alemanha, e está separado da cidade por uma cintura de fortificações. Em 1993 foi declarado Património da Humanidade pela UNESCO.
O mosteiro foi fundado em 1147 sob auspícios do primeiro Papa cisterciense, Eugénio III. A igreja principal, construída em estilo transitório do românico para o gótico, foi consagrada em 1178 por Arnold, bispo de Speyer. Depois da Reforma protestante, o duque de Württemberg apoderou-se do mosteiro em 1504 e aí construiu o seu pavilhão de caça. Em meados do século XVII, a anterior abadia converteu-se em seminário protestante, atualmente conhecido como os Seminários Evangélicos de Maulbronn e Blaubeuren, que o têm ocupado desde então. O clero protestante adaptou os edifícios monásticos para as suas próprias necessidades.

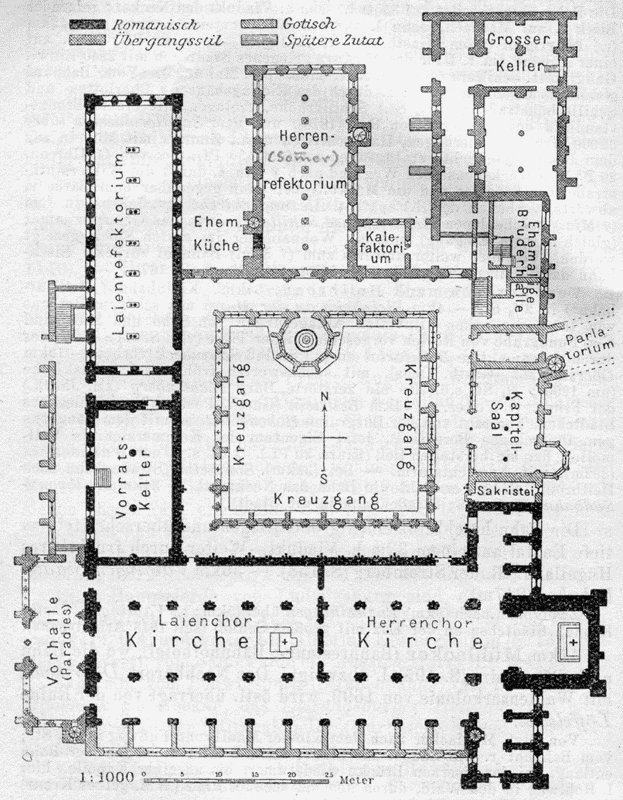
Plano do mosteiro.

Neste mosteiro representaram-se todas as correntes estilísticas, desde o românico até ao gótico tardio. O conjunto oferece una imagem pouco habitual de coesão. A vida e o trabalho da ordem desde o século XII até ao século XVI podem ilustrar-se com todos os pormenores. A agricultura dos monges foi considerada exemplar na região. Dentro da área do mosteiro praticou-se a piscicultura e se construiu um complexo sistema de rega. Dentro dos muros do mosteiro estavam representados quase todos os ofícios. Mesmo hoje se cultivam as vinhas plantadas por monges.
Apenas a traceria das janelas do claustro guardou as aparentemente ilimitadas formas de expressão da arte da cantaria. É impressionante o bom estado de conservação do mosteiro e a ideia de coesão que transmite esta construção ao visitante moderno, com uma quase inalterada imagem da vida medieval no seu interior. A igreja românica do mosteiro, uma basílica de três naves, é a construção mais antiga do lugar. Parte do mobiliário é um cadeiral para 92 monges, feito de madeira de carvalho e ricamente decorado. Até hoje o pátio do mosteiro está rodeado de imponentes edifícios de administração e residência, assim como de torres e uma muralha de quase um quilômetro de largo.
Os outros edifícios - enfermaria, refeitório, adega, auditório, frágua, albergue, moinho, capela, etc. - foram sendo construídos durante o século XIII. O resto dos edifícios laterais do claustro remonta ao século XIV, como a maioria das fortificações e a fonte. Esta fonte, ou lavatório, estava situada no claustro, não no meio do jardim, mas num dos laterais separado do mesmo. Acedia-se diretamente desde o corredor do claustro.